# Luigi Calistri
Luigi Calistri (Loreto, 1921 – Macerata, 1991) è stato un organista italiano.
Luigi Calistri si è diplomato in organo, pianoforte e canto corale presso il Conservatorio ”G. Rossini” di Pesaro.
Ha svolto per anni un'intensa attività concertistica in Italia e all'estero (circa 1000 concerti). Degne di nota le sue esibizioni tenute all'Auditorium RAI di Torino, registrate e ritrasmesse sui programmi nazionali. Ha tenuto concerti all'Angelicum di Milano, alla Domkirche St. Stephan di Vienna, alla basilica di San Marco a Venezia, alla Radiotelevisione Svizzera, a Notre Dame di Parigi e in quasi tutti i capoluoghi di provincia italiani.
Dal 1954 al 1983 è stato organista presso la cattedrale di Macerata incidendo alcuni dischi. Ha fondato e diretto il Chorus Angelicus della Cattedrale di Macerata.